# Basiprionota gibbosa
Basiprionota gibbosa es un coleóptero de la familia Chrysomelidae.
Fue descrita científicamente por primera vez en 1863 por Baly.